# Le strade, gli amici, il concerto
Le strade, gli amici, il concerto è un album dal vivo dei Nomadi, pubblicato nel 1997.

## Il disco
Si tratta dell'ultimo album registrato con la presenza della bassista Elisa Minari e del cantante Francesco Gualerzi: entrambi, infatti, lasceranno il gruppo a fine 1997.
Il disco contiene tre inediti: il set di tradizionali bretoni New Chappelle, The Panda e Shovel Tongue, Hasta Siempre Comandante, che i Nomadi hanno imparato e inserito nelle scalette dopo i loro viaggi a Cuba, e 20 de abril dei Celtas Cortos con i quali hanno suonato Le strade nel loro disco live Nos vamos en los bares. 
La partecipazione delle cornamuse dei Bagad Quimperle Bretagne, dei Celtas Cortos e del polistrumentista Andrea Pozzoli, che suonerà per tutto il tour successivo come turnista, danno al disco un sound decisamente più folk, rispetto al rock dei Nomadi.

## Tracce
CD 1
1. Un'altra città – 4:22 (testo: Antonio Salis – musica: Giuseppe Carletti, Odoardo Veroli e Antonio Salis)
2. Né gioia né dolore – 4:28 (testo: Pietruccio Mancini – musica: Giuseppe Carletti, Odoardo Veroli e Pietruccio Mancini)
3. Gli aironi neri – 4:49 (testo: Augusto Daolio – musica: Giuseppe Carletti e Odoardo Veroli)
4. La settima onda – 4:31 (testo: Daniele Taurian – musica: Giuseppe Carletti e Odoardo Veroli)
5. New Chappelle, The Panda, Shovel Tongue (inedito) – 2:23
6. Contro – 4:25 (Giuseppe Carletti e Odoardo Veroli)
7. Salvador – 3:02 (Gisberto Cortesi)
8. Vivo forte – 6:38 (testo: Daniele Taurian – musica: Giuseppe Carletti e Odoardo Veroli)
9. Le strade – 5:33 (testo: Marco Petrucci – musica: Giuseppe Carletti, Odoardo Veroli e Marco Petrucci)
10. Donna – 4:01 (testo: Edi Toffoli – musica: Giuseppe Carletti, Odoardo Veroli e Edi Toffoli)
11. Quando ci sarai – 4:29 (testo: Moreno Dapit – musica: Giuseppe Carletti e Odoardo Veroli)
12. Senza patria – 6:19 (testo: Augusto Daolio e Odoardo Veroli – musica: Giuseppe Carletti e Odoardo Veroli)
13. Tutto a posto – 4:07 (testo: Alberto Salerno – musica: Bruno Tavernese)
14. Il fiume – 4:16 (testo: Augusto Daolio e Odoardo Veroli – musica: Giuseppe Carletti e Odoardo Veroli)
15. Gordon – 3:38 (testo: Romano Rossi – musica: Giuseppe Carletti)
16. Bianchi e neri – 3:05 (Gisberto Cortesi)
17. Noi non ci saremo – 3:26 (Francesco Guccini)

CD 2
1. Ricordati di Chico – 4:56 (Gisberto Cortesi)
2. Ophelia – 3:59 (Francesco Guccini)
3. Hasta siempre comandante (inedito) – 5:19 (Carlos Puebla)
4. Uno come noi – 5:36 (Gisberto Cortesi)
5. Riverisco – 3:05 (testo: Romano Rossi – musica: Giuseppe Carletti)
6. Fiore nero – 2:48 (testo: Romano Rossi – musica: Giuseppe Carletti)
7. Il vecchio e il bambino – 4:56 (Francesco Guccini)
8. C'è un re – 3:02 (testo: Augusto Daolio – musica: Giuseppe Carletti e Odoardo Veroli)
9. Il vento del nord – 4:48 (testo: Lorella Cerquetti – musica: Giuseppe Carletti, Odoardo Veroli e Calogero Falzone)
10. Un pugno di sabbia – 4:13 (testo: Claudio Fontana – musica: Roberto Soffici)
11. Ho difeso il mio amore (Nights in White Satin) – 4:23 (testo: Daniele Pace – musica: Justin Hayward)
12. 20 de abril (inedito) – 3:55 (Jesús Cifuentes e Nacho Martín)
13. Come potete giudicar – 3:35 (testo: Tony Verona – musica: Sonny Bono)
14. Canzone per un'amica – 5:10 (Francesco Guccini)
15. Dio è morto – 2:41 (Francesco Guccini)
16. Io vagabondo – 4:31 (testo: Alberto Salerno – musica: Damiano Nino Dattoli)
17. Crescerai – 4:25 (testo: Carlo Alberto Contini – musica: Giuseppe Carletti)

## Formazione
- Danilo Sacco - voce, chitarra
- Beppe Carletti - tastiere
- Cico Falzone - chitarra
- Elisa Minari - basso
- Daniele Campani - batteria
- Francesco Gualerzi - voce, strumenti a fiato

Altri musicisti
- Jean Yves Magret, Jean Louis Perret, Guy Pauet, Hubert Tellier dei Bagad Quimperle Bretagne
- Andrea Pozzoli
- Jesus Cifuentes, Carlos Soto e Alberto Garcia dei Celtas Cortos